# Dragão-d'água-chinês

## Classificação
O Dragão-d'água-chinês (Dragão-d'água-chinês) é uma espécie de reptil Squamata da família dos agamideos que ocorre no sudeste da Ásia e no Sul da China. Ela se encontra florestas tropicais próximas a corpos d'água.O Dragão d'água pertence a família Agamidae (que inclui  os lagarto de chifres e os lagartos agamas) pertencente ao género physignathus.